# Лішковиці
Лішковиці (пол. Liszkowice) — село в Польщі, у гміні Роєво Іновроцлавського повіту Куявсько-Поморського воєводства.
Населення — 175 осіб (2011).
У 1975-1998 роках село належало до Бидгощського воєводства.

## Демографія
Демографічна структура станом на 31 березня 2011 року:
|          | Загалом | Допрацездатний вік | Працездатний вік | Постпрацездатний вік |
| -------- | ------- | ------------------ | ---------------- | -------------------- |
| Чоловіки | 89      | 17                 | 67               | 5                    |
| Жінки    | 86      | 14                 | 55               | 17                   |
| Разом    | 175     | 31                 | 122              | 22                   |